# Lac de Pournári
Le lac de Pournári, en grec moderne : Λίμνη Πουρναρίου, est un lac de barrage du district régional d'Árta de l'Épire en Grèce. 
Il est formé lors de la construction d'un barrage sur le fleuve Arachthos. Sa superficie est de 18,233 km2.